# El Yunque (Porto Rico)
El Yunque è la più famosa montagna di Porto Rico, sebbene non sia la più alta. Si trova nella Sierra de Luquillo, una diramazione nord-orientale della catena montuosa della Cordillera Central, ed è localizzata nel comune di Luquillo. Dall'alto dei suoi 1.080 m domina la Foresta nazionale caraibica, a cui ha dato il nome di Bosque de El Yunque o El Yunque National Forest.